# 冰川花园瞭望塔

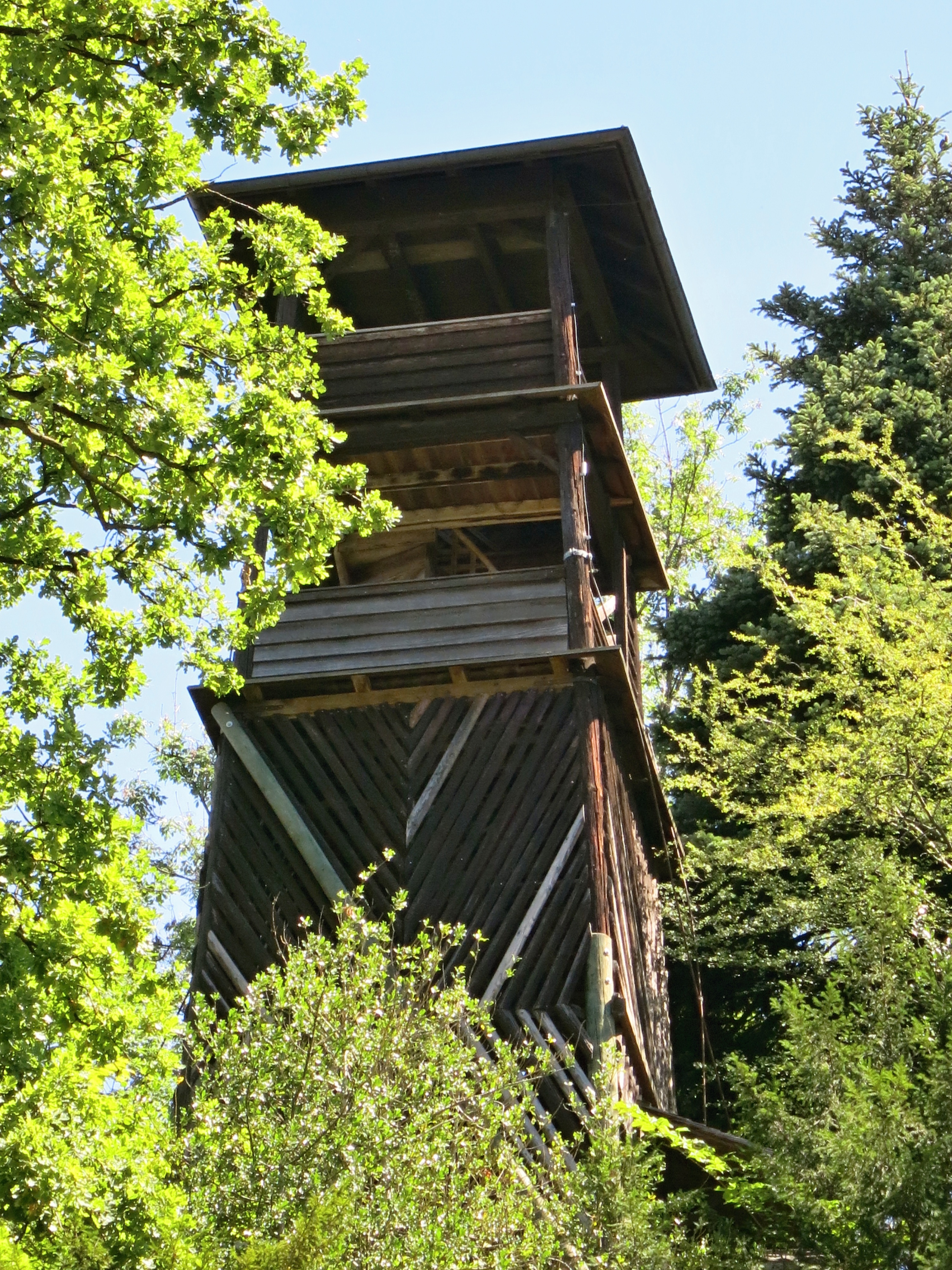

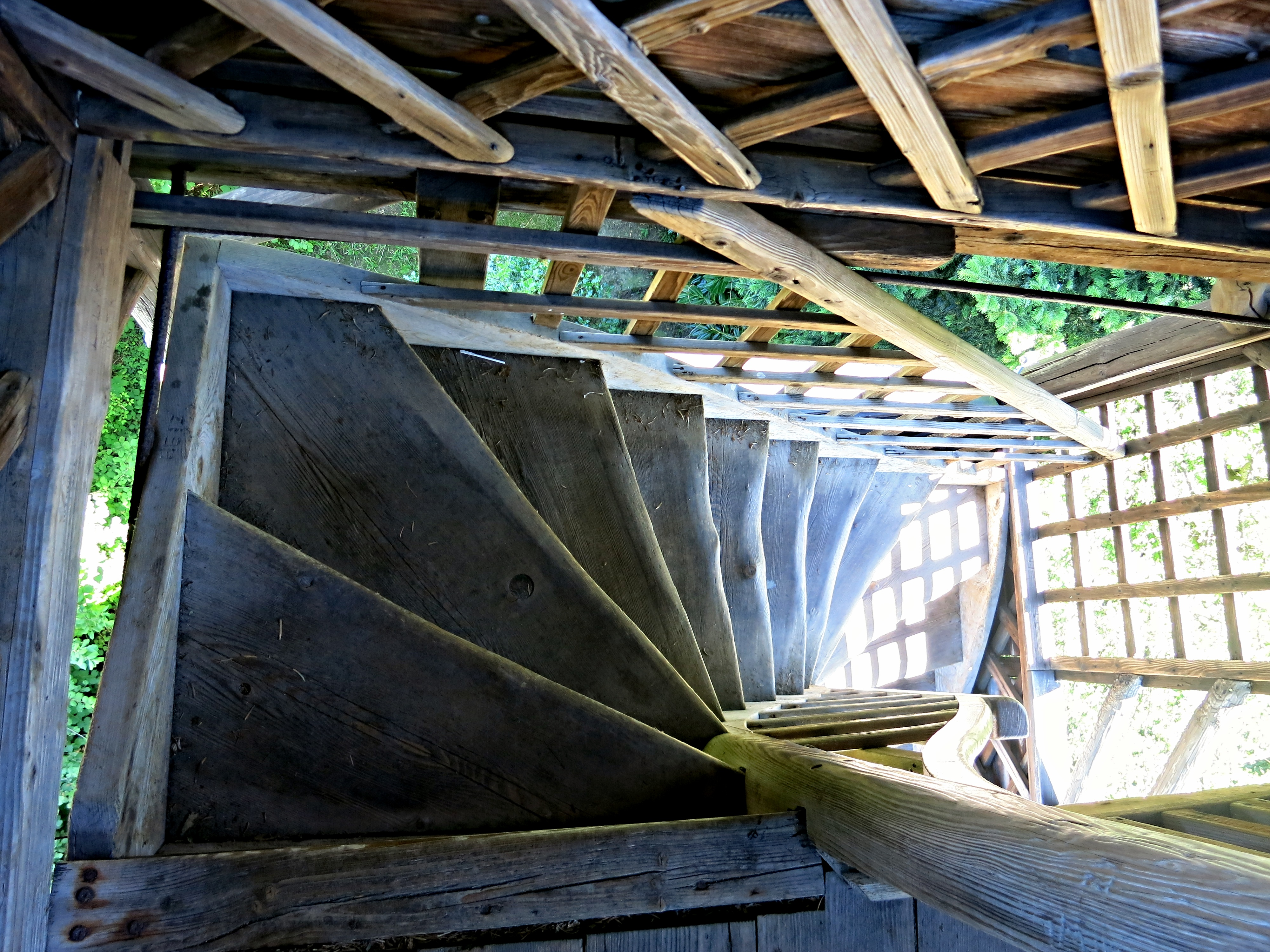
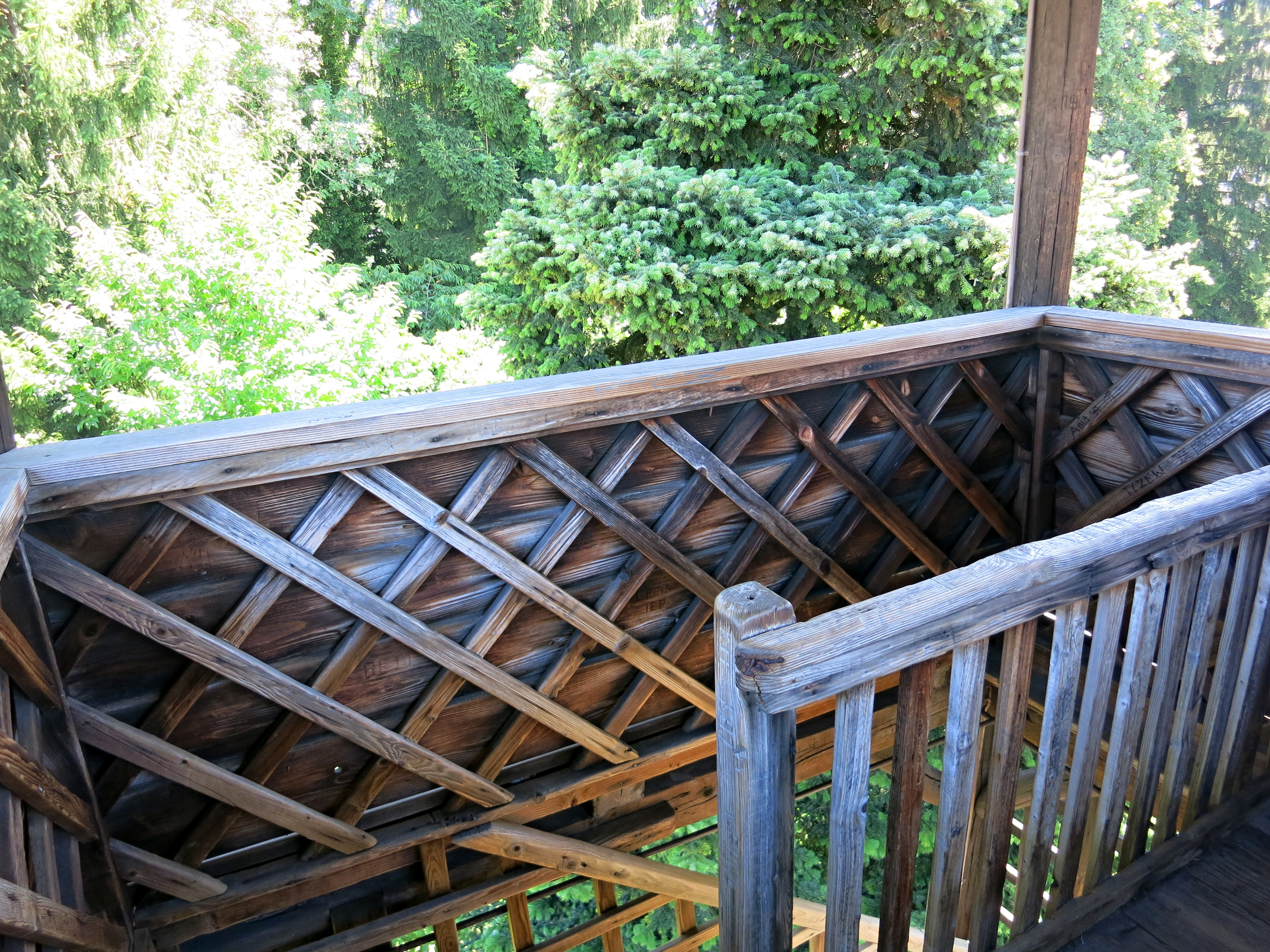

冰川花园瞭望塔（Aussichtsturm Gletschergarten）是冰川花园博物馆，位于瑞士卢塞恩州卢塞恩市。
瞭望塔建于1873年，木结构，高11米。通过44级台阶可达9米高的观景台。
从观景台可瞭望卢塞恩城市和皮拉图斯峰的美景。

270°全景
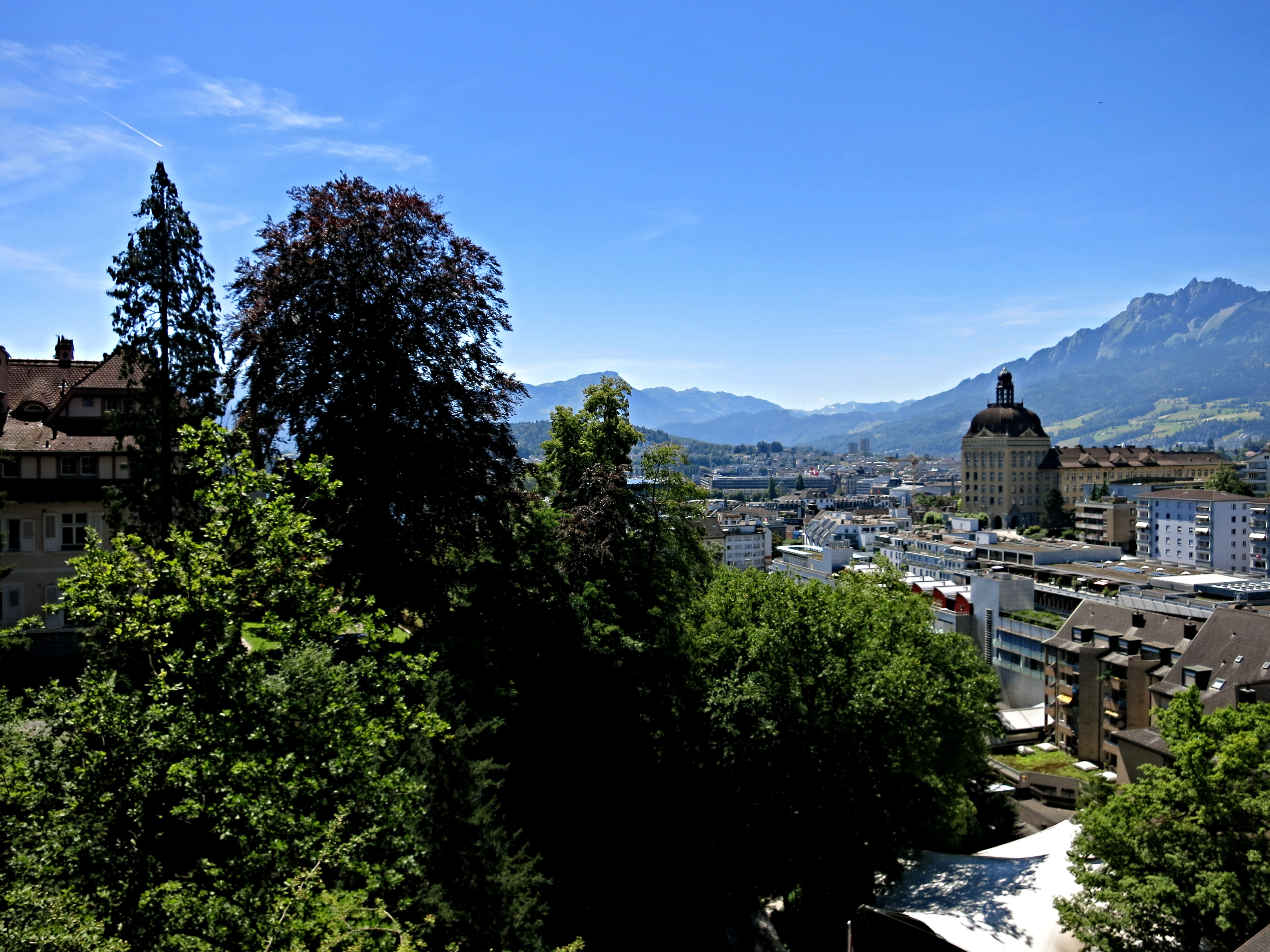
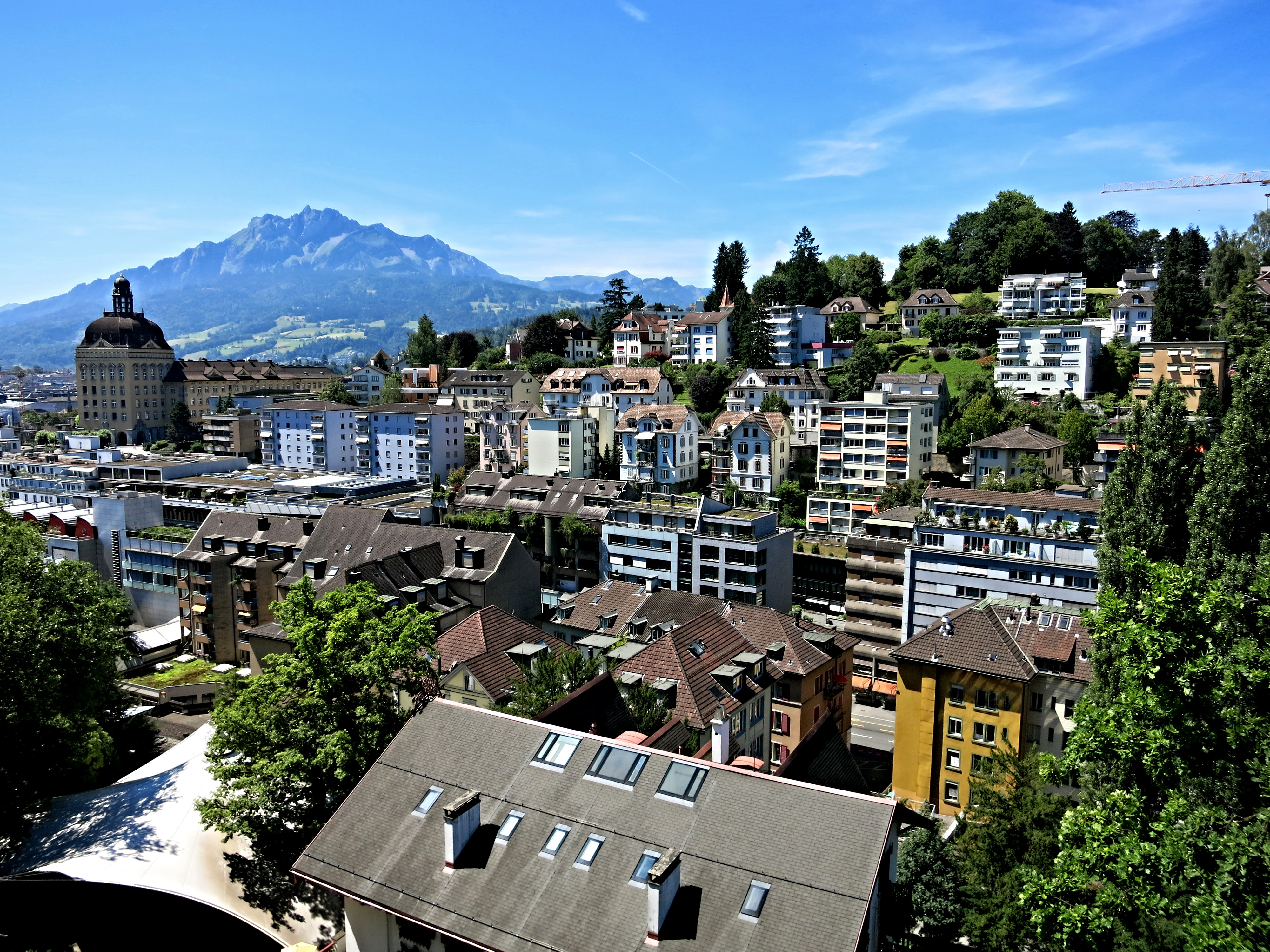
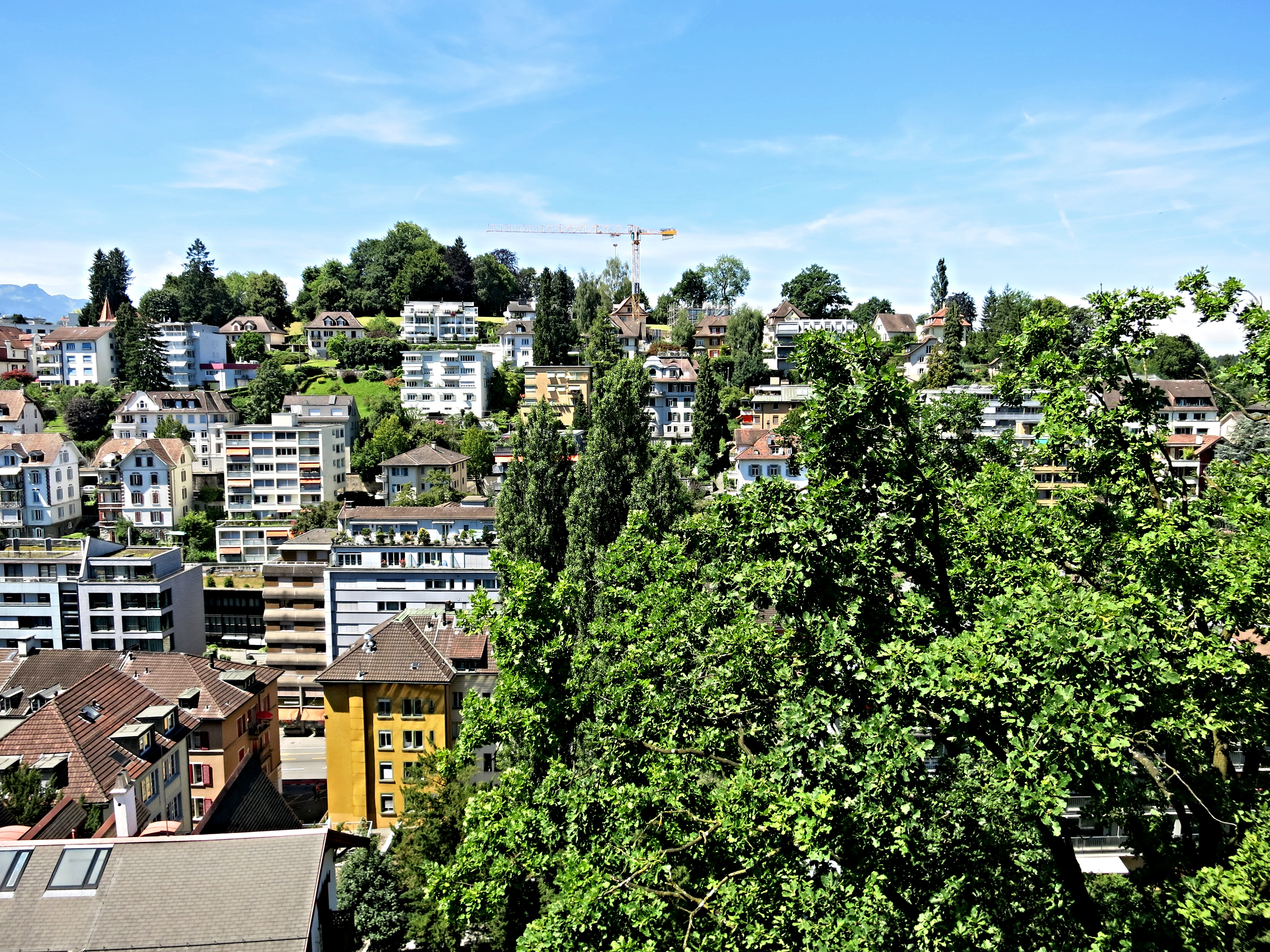
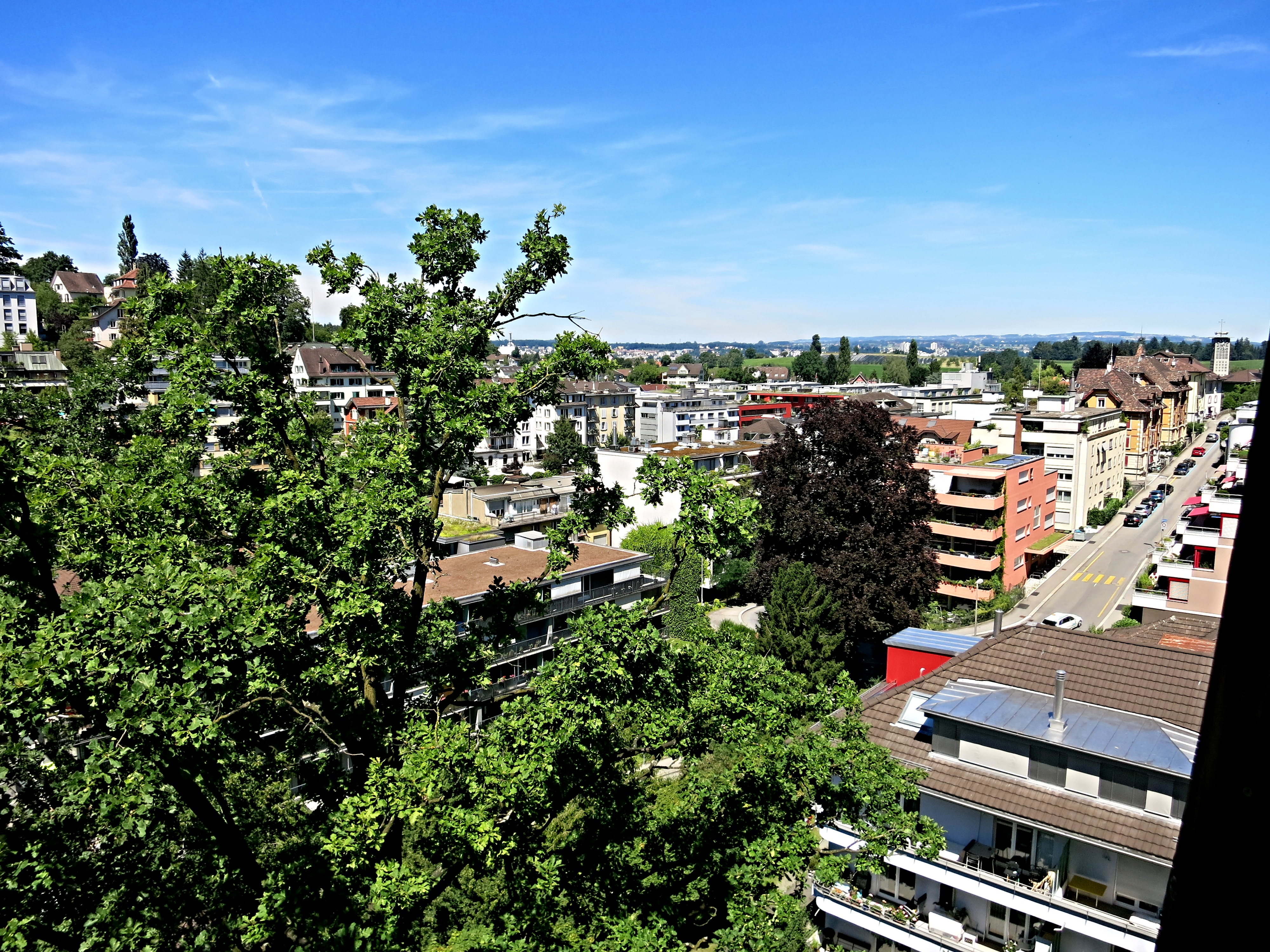
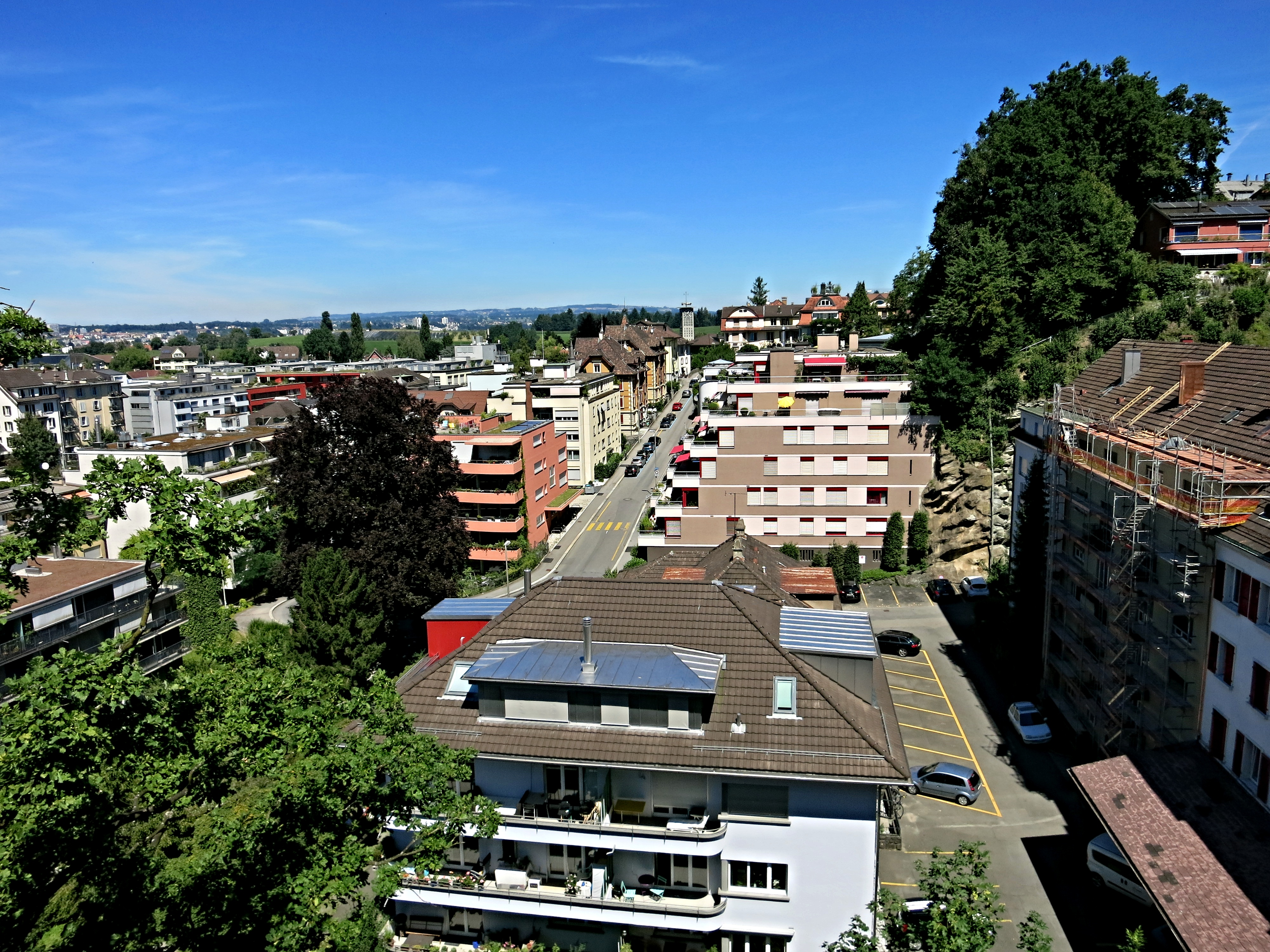
Blick Richtung Norden
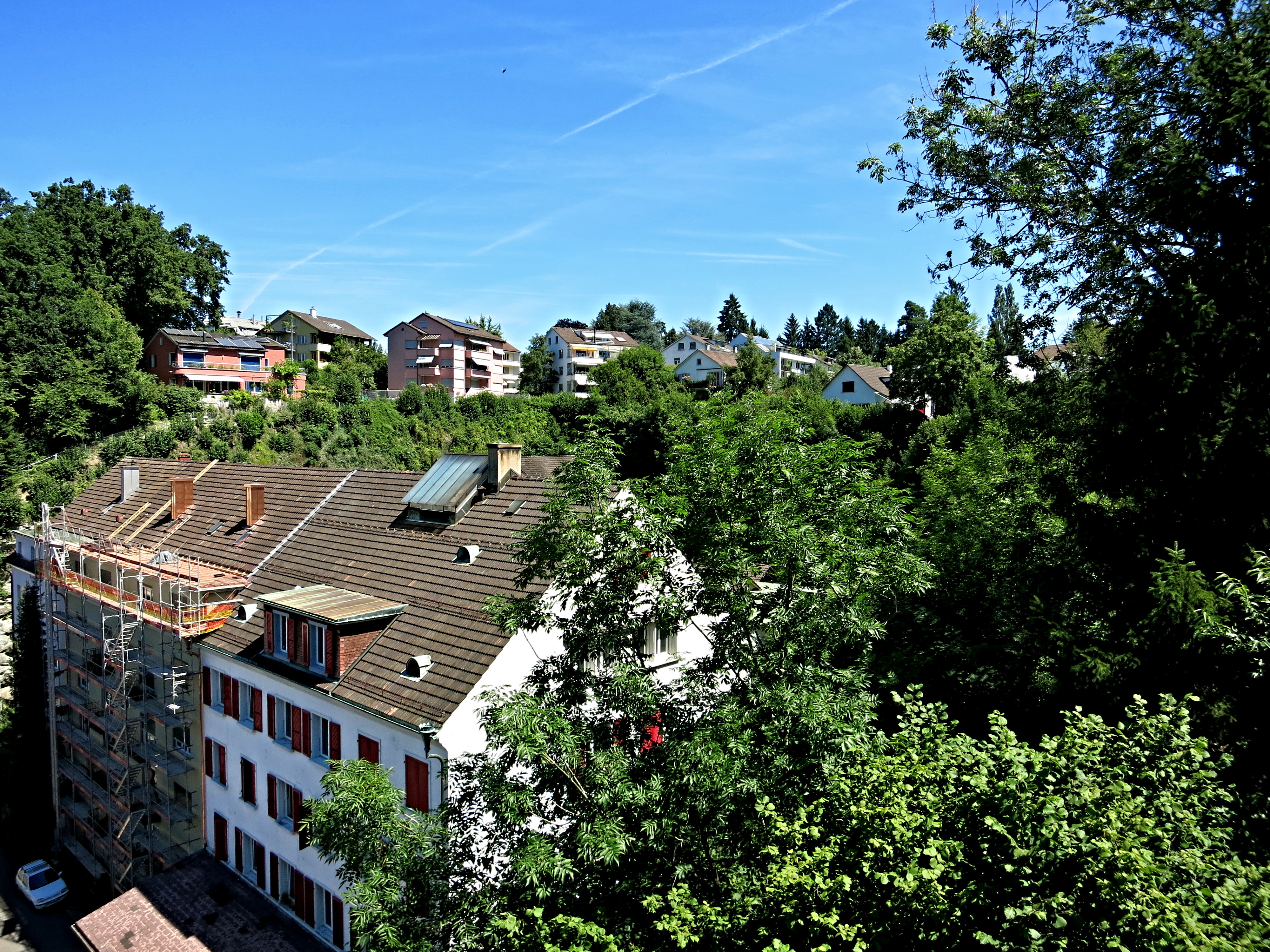
Blick Richtung Nord Osten